# Странник (фильм, 1991)
«Странник» (бенг. আগন্তুক, Agantuk, фр. Le visiteur) — фильм-драма 1991 года индийского режиссёра Сатьяджита Рая.

## Сюжет
Анила получает письмо от человека, который утверждает, что он её давно потерявшийся дядя. Мужу Анилы это кажется подозрительным. Через некоторое время этот человек приезжает и остаётся у них жить. Он представляется антропологом, путешествующим по всему миру.
Анилу постепенно убеждают, что незнакомец приехал, чтобы получить часть собственности. И только её сын верит, что этот человек является дядей Анилы.

## В ролях
| Актёр              | Роль              |
| ------------------ | ----------------- |
| Депанкар Ди        | Судхиндра Босе    |
| Мамата Шанкар      | Анила Босе        |
| Утпаль Дутт        | Маномохан Митра   |
| Дритиман Чаттерджи | Притвиш Сен Гупта |
| Роби Гош           | Ранджан Ракшит    |
| Субрата Чаттерджи  | Чандра Ракшит     |
| Промоде Гангули    | Тридиб Мухерджи   |
| Аджит Банерджи     | Ситал Саркар      |

## Награды и номинации
| Награды и номинации | Награды и номинации | Награды и номинации | Награды и номинации | Награды и номинации |
| Год                 | Награда             | Категория           | Номинирован(а)      | Итог                |
| ------------------- | ------------------- | ------------------- | ------------------- | ------------------- |
| 1992                | Golden Lotus Award  | Лучший режиссёр     | Сатьяджит Рай       | Победа              |
| 1992                | Golden Lotus Award  | Лучший фильм        |                     | Победа              |
| 1992                | Gémeaux             | Лучшая музыка       |                     | Номинация           |